# ثلمة زندية للكعبرة
الثلمة الزندية للكعبرة (بالإنجليزية: Ulnar notch of the radius)‏ أو (بالإنجليزية: sigmoid cavity of the radius)‏ هي السطح المفصلي لعظم الكعبرة مع عظم الزند ، وهي ضيقة ، مقعرة ، ناعمة و تقع في النهاية البعيدة لعظم الكعبرة و تتمفصل مع رأس الزند ليكّونا معاً : المفصل الكعبري الزندي القاصي.

## صور اضافية

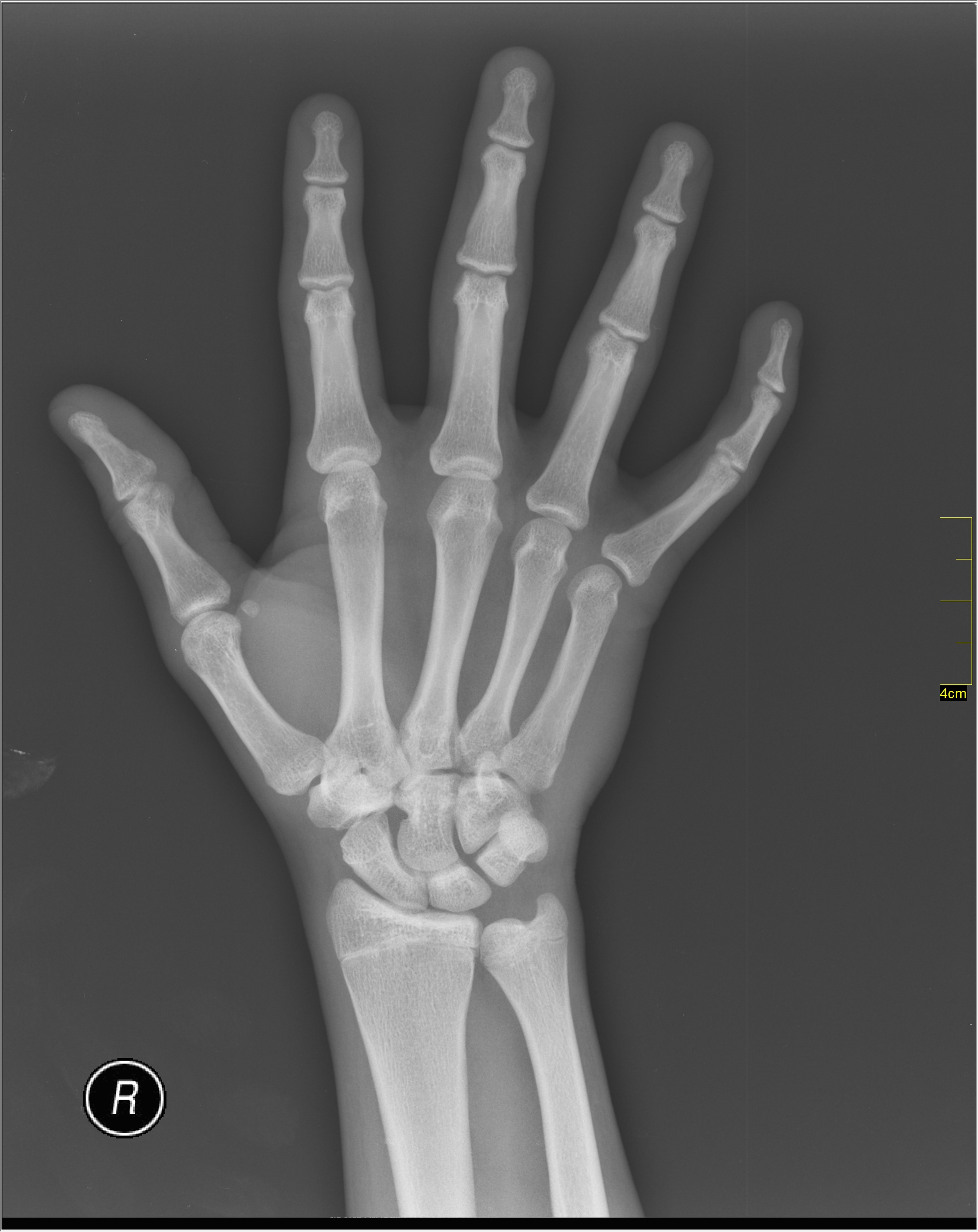
صورة بالأشعة السينية لليد اليمنى. الثلمة الزندية للكعبرة تقع في نهاية عظم الكعبرة، عند التقاؤه مع الجزء البعيد من رأس الزند.
عظام الذراعين. الثلمة الزندية للكعبرة تقع في نهاية عظم الكعبرة، عند التقاؤه مع الجزء البعيد من رأس الزند.